# .tel
 (mai 2010).
Si vous disposez d'ouvrages ou d'articles de référence ou si vous connaissez des sites web de qualité traitant du thème abordé ici, merci de compléter l'article en donnant les références utiles à sa vérifiabilité et en les liant à la section « Notes et références ».

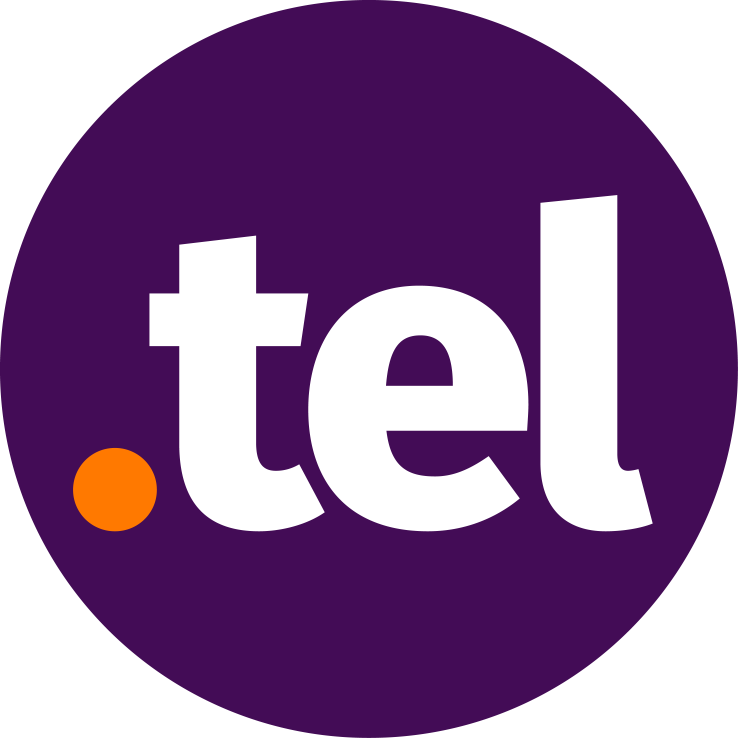
Logotype du domaine ".tel".

.tel est un domaine de premier niveau commandité d'Internet. Ce domaine est destiné aux compagnies et individus qui veulent offrir un accès centralisé à leur numéro de téléphone ou à leurs autres coordonnées (par exemple adresse, numéro de fax, adresse électronique, messageries instantanées, contact Linkedin, compte Facebook).
Le .tel permet de centraliser des éléments d'information et de contact relatifs à une personne, une activité, un thème, et de lancer une action directe par téléphone, fax, courriel, SMS, messagerie instantanée, etc. pour cette personne, activité ou thème, à partir d'une adresse internet unique centralisant ces informations. Exemple : John.Smith.tel,  MisterSmith.tel, LauraHaddock.tel.
Sa commercialisation a démarré en Sunrise le 2 décembre 2008, en Landrush le 3 février 2009 et il est ouvert au grand public à tarif normal depuis le 24 mars 2009.
Il n'est pas possible de créer directement le contenu HTML de son « site-web.tel ». En pratique grâce à une interface web aussi appelée panneau de contrôle (ou via des outils sur desktop ou grâce à des applications mobiles), l'usager introduit ses informations directement dans le DNS. Ces informations sont ensuite visibles sur Internet via des pages web simplifiées générées automatiquement par Telnic, le gestionnaire de ce domaine de premier niveau (registry) comme pour des sites web traditionnels, ou exploitées par des applications pouvant ainsi requérir ou sauvegarder les informations introduites par le propriétaire du domaine et désormais accessibles par interrogation du DNS. 
Depuis le  26 février 2009, il est possible de composer des numéros de téléphone en .tel à partir d'iPhone et Blackberry, moyennant l'installation d'un plugin qui effectue la traduction d’un domaine en .tel vers un numéro de téléphone. Sans application ou plugin particulier, tous les numéros de téléphone, numéro de SMS, comptes Twitter, compte Facebook, etc. listés en tant qu’« entrées d’enregistrement » (record) dans le DNS, sont automatiquement formatés et actionnables directement par simple validation (ou appui, lorsque écran tactile) lorsque la page .tel est visitée depuis un téléphone mobile   
Le 22 avril 2009,  plus de 100 000 noms de domaines en .tel avaient été vendus. Certains médias comme CNN et le Financial Times ont qualifié à ses débuts le .tel comme « le Google du répertoire téléphonique ».
Notamment du fait que la version de lancement du .tel permet d'organiser simplement les informations mêmes nombreuses associées à un nom de domaine .tel à travers le DNS, pour permettre une restitution extrêmement simple et facile à lire y compris sur des terminaux mobiles de type téléphones mobiles, qu'ils soient des téléphones simples (ayant au moins un accès internet mobile edge ou gprs) ou des Smartphones.
En 2011 a été introduit l'enregistrement de noms de domaine en .tel de type numérique ou alphanumérique avec différentes limitations (longueur de la chaîne, place des chiffres, etc.)
En 2012, TELNIC met en avant une solution simplifiée d'édition et de restitution des données associées à un nom de domaine en .tel sous la forme d'un package commercialisé par l'un de ses partenaires. Les domaines en .tel enregistrés et édités via la solution intégrée de ce partenaire permettent la restitution sous forme d'un site internet d'une seule page, avec galerie photo, intégration automatique des contacts traditionnels et des contacts sociaux souhaités, ainsi que l'intégration directe de Paypal, offrant aux marchands ou petites échoppes, la possibilité de lancer leur site web mobile de façon simple et rapide en quelques minutes seulement après avoir choisi un nom de domaine disponible en .tel. Une application mobile permet de créer et éditer les informations utilisateur au sein de ce package, et de les publier, avec un seul doigt sur un écran tactile (application iPhone).
Au 15 octobre 2013, TELNIC, l'opérateur du registre .tel, ouvre l'enregistrement des noms de domaine à des séquences numériques comprenant plus de 7 chiffres, permettant l'enregistrement de domaines .tel correspondant à des numéros de téléphones fixes ou mobile, à des numéros IMEI d'identification de téléphone mobile, à des numéros de sécurité sociale, d'adresse IP, ou de numéro de série de fabrication d'un produit.

## Statistiques d'usage
En janvier 2025, environ 145 000 domaines utilisent l'extension .tel.